# 小野正一
小野正一（1933年9月30日—2003年3月19日）為日本的棒球選手，出生於福島縣磐城市。他曾效力於日本職棒千葉羅德海洋等，守備位置為投手，於1970年退役，生涯通算184勝記録，2244次奪三振。妻子是大映女優仁木多鶴子。